# Karl Johan Rådström
Karl Johan Rådström, född 2 juli 1893 i Sundsvall, död 7 februari 1958 i Stockholm, var en svensk författare och chefredaktör.
Karl Johan Rådström var son till konditorn Jonas Wilhelm Rådström. Efter studentexamen i Sundsvall 1913 och två års studier vid Uppsala universitet sysslade han med affärsverksamhet. Han var 1919–1922 VD i import- och exportföretaget K. J. Rådström & co. 1917–1918 skrev han korrespondenser till Stockholms Dagblad och Svensk Handelstidning. Han medarbetade 1922–1924 i Svenska Morgonbladet och anställdes 1924 vid Åhlén och Åkerlunds förlag, där han bland annat var redaktionssekreterare i Vecko-Journalen 1926–1927 samt redaktör för Allt för Alla 1927–1928. Rådström redigerade Tidens Magasin 1928–1929 och var litterär rådgivare i Tidens förlag 1929–1930. 1930–1944 var han redaktör för Vårt Hem samt utgivare av andra tidskrifter från Åhlén och Åkerlund såsom ungdomspublikationen Min tidning, jultidningar och årsböcker. Rådström tog 1930 initiativet till och ledde själv Författarföreningens grammofoninspelningar Svenska diktarröster. Han var redaktör för All världens berättare 1945–1952.
Rådström är begravd på Danderyds kyrkogård. Han var far till matematikern Hans Rådström och författaren Pär Rådström samt farfar till författaren Niklas Rådström.

## Filmmanus
- 1952 – Janne Vängman i farten
- 1949 – Janne Vängman på nya äventyr
- 1948 – Janne Vängmans bravader